# Goodnight My Love (Pleasant Dreams)
Goodnight My Love (Pleasant Dreams) (deutsch: „Gute Nacht, mein Schatz (angenehme Träume)“), zuweilen auch verkürzt Goodnight My Love getitelt, ist eine erfolgreiche Rhythm-and-Blues-Ballade von George Motola und Jesse Belvin aus dem Jahr 1956. Die Originalaufnahme stammt von Jesse Belvin für Modern Records. Per Cut In erkaufte sich der Songwriter John Marascalco Belvins Anteil an den Autorenrechten. Die Akkordfolge der Strophen entspricht einem pop-typischen Turnaround und wird zweimal von einer Bridge unterbrochen. Das Lied ist an eine geliebte Person gerichtet, der unter Versicherung der Zuneigung und Fürsorge zum abendlichen Abschied eine gute Nacht gewünscht wird. Bis 1977 war das Stück in sieben Versionen in den amerikanischen Charts.

## Entstehung
Als Jesse Belvin 1956 für den Hit Dreamy Eyes der Gruppe The Youngsters auf Empire Records die Falsettstimme sang, lernte er den Labelchef George Motola kennen. Der unabhängige Produzent nahm Belvin mit, als er begann, auch für Modern Records zu arbeiten. Gemeinsam erarbeiteten sie Goodnight My Love (Pleasant Dreams), wobei es zu den genauen Beiträgen und Anteilen am Songwriting unterschiedliche Berichte gibt: Laut Billy Veras Recherchen hatte Motola den Song bereits in den 1940er Jahren erdacht und Belvin lediglich die Bridge beigesteuert. Laut Steve Propes und Galen Gart brachte hingegen Belvin die unfertige Komposition in Motolas Büro. Der Produzent wusste bereits um die finanzielle Bedeutung von erfolgversprechenden Songrechten und übernahm für 400 Dollar gerne die Verlegerschaft mit seinem Verlag House of Fortune Music. Zudem fügte er die Bridge bei. Auch Motolas Songwriting-Partner John Marascalco kam zur Session hinzu und half bei der Vollendung des Songs. Einige Tage später rief Jesse Belvin, der gerade Geld brauchte, Marascalco an und bot ihm für 400 Dollar seine Hälfte an den Autorenrechten an. Marascalcos Geld ermöglichte Belvin, seine spätere Managerin Jo Ann Johnson zu heiraten, die zu dieser Zeit im Plattenladen von John Dolphin als Verkäuferin arbeitete.
Nur wenige Wochen nach dem Verkauf des Stücks ging Jesse Belvin mit George Motola für die Aufnahme ins Studio. Motolas Modern-Kollege Maxwell Davis hatte ein Arrangement für Streicher beigesteuert. Für den Hintergrundchor wurden ein Gesangs-Quartett unter der Leitung von Don Raike und dessen Frau Dee Dee Patrick engagiert. Eventuell sang auch Motolas Frau Rickie Page bei den Don Raike Singers. Der prominent zu hörende Hintergrundchor war für ein Independent-Label dieser Zeit ungewöhnlich. Am Piano soll der erst 11-jährige Barry White ausgeholfen haben, was der Soul-Musiker aber später bestritt. Der Titel wurde von Motola und Marascalco am 10. Dezember 1956 bei der Library of Congress registriert.

## Musikalischer Aufbau

Titelblatt der Notenausgabe

Goodnight My Love (Pleasant Dreams) ist eine Ballade im gemäßigten Tempo. Die Originalaufnahme des Songs steht in C-Dur im 4/4-Takt und wird überwiegend triolisch dargeboten. Während die Pianobegleitung Achteltriolen spielt, nutzt der Sänger bei der Melodieführung Viertel-Triolen und geshuffelte Punktierungen. Achteltriolen werden lediglich in der Bridge gesungen. Dem viertaktigen Intro folgen zwei Strophen, welche jeweils aus vier Turnarounds über den Akkorden C-Dur, A-Moll, D-Moll und G-Dur bestehen, somit stufentheoretisch als I-VI-II-V dargestellt werden können. Die folgende Bridge wechselt zwischen E-Dur und H-Dur, um dann um eine kleine Terz aufwärts auf G-Dur und D-Dur zu rücken. Anschließend werden die erste Strophe, die Bridge und erneut die erste Strophe wiederholt, worauf der Song ritardierend ausklingt.

## Veröffentlichungen
Der Song erschien im Oktober 1956 auf Modern 1005 zusammen mit I Want You with Me Christmas. Belvins Vorname wurde dabei zu „Jessie“ variiert. Die Weihnachts-B-Seite wurde nach den Ferien durch Let Me Love You Tonight ersetzt. 1959 war Belvin mit Guess Who in den Charts, so dass Jamie Records die Modern-Aufnahme mit zusätzlichem Streicherarrangement unter der Nummer 1145, allerdings ohne Klammerzusatz im Titel, erneut herausbrachte. Im gleichen Jahr erschien das Original zusammen mit Senorita beim Modern-Sublabel Kent Records wieder unter der Nummer 1005. 1960 erfolgte eine Nachausgabe auf Lana Records, Mitte der 1960er Jahre nochmals eine Ausgabe auf Modern Oldies. Eine Notenausgabe erschien beim Musikverlag Quintet Music von Lester Sill, Jerry Leiber und Mike Stoller in Zusammenarbeit mit George Motolas eigenem Verlag House of Fortune. Den Vertrieb übernahm das New Yorker Verlagshaus Hill and Range. Auf Langspielplatte erschien der Titel erstmals 1959 auf der Kompilation Casual Jesse Belvin von Crown Records, einer Tochterfirma von Modern Records, die sich der kostengünstigen Neuauflage des Katalogs der Mutterfirma verschrieben hat. Nach Jesse Belvins Unfalltod am 6. Februar 1960 wurde diese Praxis durch zahlreiche Zusammenstellungen fortgeführt, unter anderem in Split-Ausgaben mit Brook Benton.

## Coverversionen

Ray Peterson

Halbseitige Werbung von Modern Records am 10. November 1956 im Billboard

Word Roll für Pianola

Goodnight My Love (Pleasant Dreams) ist seit seiner Erstveröffentlichung über 70 mal gecovert worden. Viele Interpreten kürzen den Titel bei der Angabe auf dem Tonträger und lassen den Klammerzusatz weg. Bei der Veröffentlichung auf Langspielplatte wird der Titel gerne als Schlusstrack gesetzt. Die QRS Company ließ 1956 von Clyde Ridge eine Word Roll für Pianola bespielen, weitere instrumentale Versionen legten im Jahr 1962 Ray Anthony und 1990 Fred Mollin vor. 1957 spielten die Sunnies und die Coronels unter dem Titel Ein Leben lang und der Leitung von Günter Fuhlisch eine deutschsprachige Version ein.
- 1956 – The McGuire Sisters, Coral 61748
- 1956 – Mindy Carson, Columbia 40789
- 1956 – Earl Grant, Decca 9-30150
- 1956 – Clyde Ridge, QRS 10-292, Word Roll für Pianola
- 1957 – Eileen Barton, Epic 5-9925
- 1957 – Margaret Bond, Parlophone R 4283
- 1957 – Roy Hamilton, Epic S 70583
- 1957 – Die Sunnies und die Coronels, Telefunken 987
- 1958 – Rocke-Pelle mit Sigurd Jansen and his Rockin’ Five, Fontana 268 003 TF
- 1958 – Reg Owen auf dem Album All I Do Is Dream of You, RCA Victor – LPM-1580
- 1959 – Ray Peterson, RCA Victor 7635
- 196? – John Evans, Libra JCL 30002
- 1962 – Faye Adams, Prestige 224
- 1962 – Pat Hunt, Kent 374
- 1962 – Ray Anthony, Instrumentalversion auf dem Album I Almost Lost My Mind, Capitol ST 1783
- 1963 – The Fleetwoods, Dolton 75
- 1963 – Bobby Vinton auf dem Album The Greatest Hits Of The Golden Groups, Epic BN 26049
- 1963 – Barry & the Tamerlanes auf dem Album I Wonder What She’s Doing Tonight, Valiant LP 406
- 1963 – Dee Dee Sharp auf dem Album Down Memory Lane, Cameo C-1074
- 1963 – The Tymes auf dem Album So Much in Love, Parkway P-7032
- 1964 – The Four Seasons, Vee-Jay 582
- 1964 – The Deltas, Cambridge 124
- 1965 – The Shangri-Las auf dem Album Leader of the Pack, Red Bird RB 20-101
- 1965 – Joey Page, Vee-Jay 704
- 1965 – The Vogues auf dem Album Five O’Clock World, Co & Ce #1230
- 1966 – Ben E. King, Atlantic 4065
- 1966 – Eddie Perrell, Shurfine 013
- 1966 – The Gary Glenn Family, Stone 46
- 1967 – Christopher Paul and Shawn, Scepter 12423
- 1967 – The Blues Busters, Sunshine
- 1968 – Ballads, Venture 630
- 1968 – Tamiko Jones, A&M 956
- 1968 – Jerry Butler auf dem Album The Soul Goes On, Mercury SR-61171
- 1968 – Rocky Gil and the Bishops auf dem Album Soul Party, Tear Drop LP-2022
- 1969 – Paul Anka, RCA Victor 9648
- 1969 – The Honeys, Capitol 2454
- 1969 – Jay & the Americans auf dem Album Sands of Time, United Artists
- 1969 – The Nitty Gritty Dirt Band auf dem Live-Album Alive!, Liberty LST-7611
- 1969 – The Johnny Mann Singers auf dem Album Goodnight My Love, Liberty LST 7620
- 1969 – John Davidson auf dem Album John Davidson, Columbia CS-9795
- 1973 – Carlton Beck, Zip 711
- 1973 – Lenny Welch, Atco 6915
- 1973 – Gladys Knight and the Pips auf dem Album How Do You Say Goodbye, Springboard International SPB-4050
- 1974 – Wilson Pickett auf dem Livealbum Live in Japan
- 1978 – The Pioneers auf dem Album Pusher Man, Trojan TRLS 156
- 1975 – James Brown auf dem Album Hot, Polydor 2391 214
- 1976 – Barry Biggs auf dem Album Mr. Biggs, Dynamic Sounds DYLP 3005
- 1976 – John Holt, Weed Beat WB 008
- 1976 – Christopher Paul & Shawn, Scepter SDJ-12423
- 1976 – Randy Barlow, Gazelle 217
- 1977 – Tavares auf dem Album Lovestorm, LP Capitol 062-85 117, und auf Capitol 4453
- 1978 – The Pioneers auf dem Album Pusher Man, Trojan TRLS 156
- 1986 – Fullerton College Jazz Ensembles auf dem Album Love Ya, AM-PM JLFC-6386
- 1987 – Los Lobos auf dem Soundtrack zum Film La Bamba
- 1987 – Howard Huntsberry auf Slash 7-28166
- 1988 – Screamin’ Jay Hawkins auf dem Album Feast of the Mau Mau, Edsel DED 252
- 1989 – El Debarge auf dem Album Rock, Rhythm and Blues, Warner Bros.
- 1989 – Barry White auf dem Album The Man Is Back!, A&M
- 1989 – Doug Sahm auf dem Album Juke Box Music, Antone’s
- 1990 – Lou Rawls auf dem Album It’s Suppose to Be Fun, Blue Note/Capitol #93841-2
- 1990 – Fred Mollin, Instrumentalversion auf dem Album Disney’s Lullaby Album, Festival
- 1991 – Paula Abdul auf dem Album For Our Children,
- 1994 – Gloria Estefan auf dem Album Hold Me, Thrill Me, Kiss Me, Sony
- 1995 – Frankie Avalon auf dem Album Rock & Roll of Fame, EMI 56923 (aufgenommen 1958)
- 1996 – Art Garfunkel auf dem Live-Album Across America, Hybrid
- 1998 – John Davidson auf dem Album Side by Side, Sony
- 1999 – Alex Chilton auf dem Album Loose Shoes and Tight Pussy, Last Call Records
- 2000 – Mike Sanchez auf dem Album Just Can’t Afford It, Doopin’ Records
- 2002 – Tony Danza auf dem Album The House I Live In, Sin-Drome
- 2004 – Lannie Garrett auf dem Album Just for a Thrill
- 2004 – Hula Honeys auf dem Album Life Just Got Sweeter, Ululoa Records
- 2004 – Harry Connick, Jr. auf der DVD Only You in Concert, Sony BMG
- 2005 – proGrammar auf dem Album Somaphone, Vol. 2: Grammar Sings the Classics, Media Mackenzie
- 2006 – The Blue Satins auf dem Album The Blue Satins Revisited
- 2013 – Aaron Neville auf dem Album My True Story, Blue Note

## Bedeutung, Kritik und Erfolg
Goodnight My Love (Pleasant Dreams) entwickelte sich rasch zu einem R&B-Standard. Der Miteigentümer von Modern Records Saul Bihari hatte den Song seinem New Yorker Freund Alan Freed empfohlen, der ihn als Abspann seiner populären, allnächtlichen Radiosendung bei WINS nutzte. Auch an der Westküste erhielt der Titel reichlich Airplay und konnte sich in verschiedenen lokalen Radioncharts platzieren. National erreichte die Platte Platz sieben der R&B-Jukebox-Charts und verblieb drei Wochen in den R&B-Verkaufscharts des Billboard-Magazins. Durch die mehrfache Wiederauflage des Stücks wurde der Titel der überragende „Brotverdienst-Song“ der Modern-Gruppe.
Der Erfolg des Titels untermauerte Belvins Ambitionen, aus dem schwarzen, als rau empfundenen R&B-Genre den Crossover in den Pop-Musikmarkt zu suchen. Sein musikalisches und stimmliches Vorbild hierfür war Nat King Cole, insbesondere auf dessen Hit Sentimental Reasons. Bei seinem größten Erfolg Guess Who aus dem Jahr 1959 orientierte sich Belvin stark an Goodnight My Love. Don Raikes Chorsatz antizipierte zudem das Arrangement von Sam Cookes erster Pop-Aufnahme You Send Me auf Keen Records aus dem Jahr 1957.
Billy Vera lobte die Emotionalität des Stücks. Bis heute könne er Belvins Performance nicht hören, ohne dass in ihm „Gefühle unschuldiger Romantik“ aufkämen. Es sei eine perfekte Mischung aus einer Rockballade und einer Streicherlandschaft, die wie Filmmusik klänge. Auch Dick Clark erinnerte sich in seiner Biografie gerne daran, dass er seine Tanzveranstaltungen mit Belvins „wundervoll romantischer“ Ballade beendete, zu der sich die Paare noch einmal aneinander anschmiegen konnten. Gretchen Christopher von den Fleetwoods verabschiedete mit dem Song den verstorbenen George Motola 1991 zu dessen Seebestattung.
Bereits im Jahr der Erstveröffentlichung coverten die McGuire Sisters das Stück und charteten damit hoch in den Popcharts. 1959 erreichte Ray Peterson mit seiner Version den 64. Platz. In den 1960ern nahmen sich The Fleetwoods, Ben E. King und Paul Anka des Songs an und erreichten damit die Bestenliste des amerikanischen Musikmarkts. Die vorerst letzte Chartnotierung datiert aus dem Jahr 1977 und geht auf die Funk-Band Tavares zurück, die allerdings wie die Originalversion 1956 nur im schwarzen Spartenmarkt der R&B-Charts punktete. Außerhalb der Vereinigten Staaten erreichte keine Einspielung des Songs eine Bestenliste. 1987 spielten Los Lobos Goodnight My Love für den Film La Bamba über die kurze Karriere von Ritchie Valens ein. Der Song erschien auch auf dem zugehörigen Soundtrack-Album, das sich über zwei Millionen Mal verkaufte.